# Stuart Broad
Stuart Christopher John Broad (Nottingham; 24 de junio de 1986) es un jugador de cricket inglés que juega test cricket para la Selección de críquet de Inglaterra y excapitán de One Day y Twenty20 International.
Broad comenzó su carrera profesional en el club Leicestershire; en 2008 se trasladó a Nottinghamshire, el condado en el que nació y el equipo en el que jugaba su padre.

## Primeros años
Broad nació 12 semanas antes de tiempo y su vida fue salvada por un médico llamado John. Su tercer nombre es en honor a él. No fue hasta los 17 años que se le comenzó a considerar un lanzador rápido. Broad jugó para Egerton Park desde los 9 hasta los 19 años. En sus últimas dos temporadas abrió el bateo con su compañero jugador de Leicestershire Matthew Boyce y encabezó el ataque. Fue galardonado con el premio Leicestershire Young Cricketers Batsman Award en 1996.

## Educación
Broad se educó en Brooke Priory School y Oakham School, una escuela independiente mixta en la ciudad comercial de Oakham en Rutland, donde estuvo el mismo año que el zaguero de England Rugby Tom Croft. Broad terminó su carrera escolar con tres calificaciones B en el nivel A, y se le dio la opción de un lugar en la Universidad de Durham o un contrato con el Club de Cricket del Condado de Leicestershire.

## Vida personal
Mantiene una relación con la cantante Mollie King. Se comprometieron el 1 de enero de 2021. En octubre de 2022 anunció su embarazo.